# Церковь Святого Маврикия (Мюнстер)
Церковь Святого Маврикия (нем. St.-Mauritz-Kirche) — католическая приходская и коллегиальная церковь в центра города Мюнстер, на улице Занкт-Мауриц-Фрайхайт. В 1811 году монастырь был упразднен в ходе секуляризации: с тех пор церковь стала приходской; после разрушения собора Святого Павла в 1945 году, здание было единственным пригодным для богослужения в Старом городе. Является старейшим сохранившимся религиозным зданием города и памятником архитектуры.